# Beckmannia syzigachne
Beckmannia syzigachne là một loài thực vật có hoa trong họ Hòa thảo. Loài này được (Steud.) Fernald mô tả khoa học đầu tiên năm 1928.

## Hình ảnh

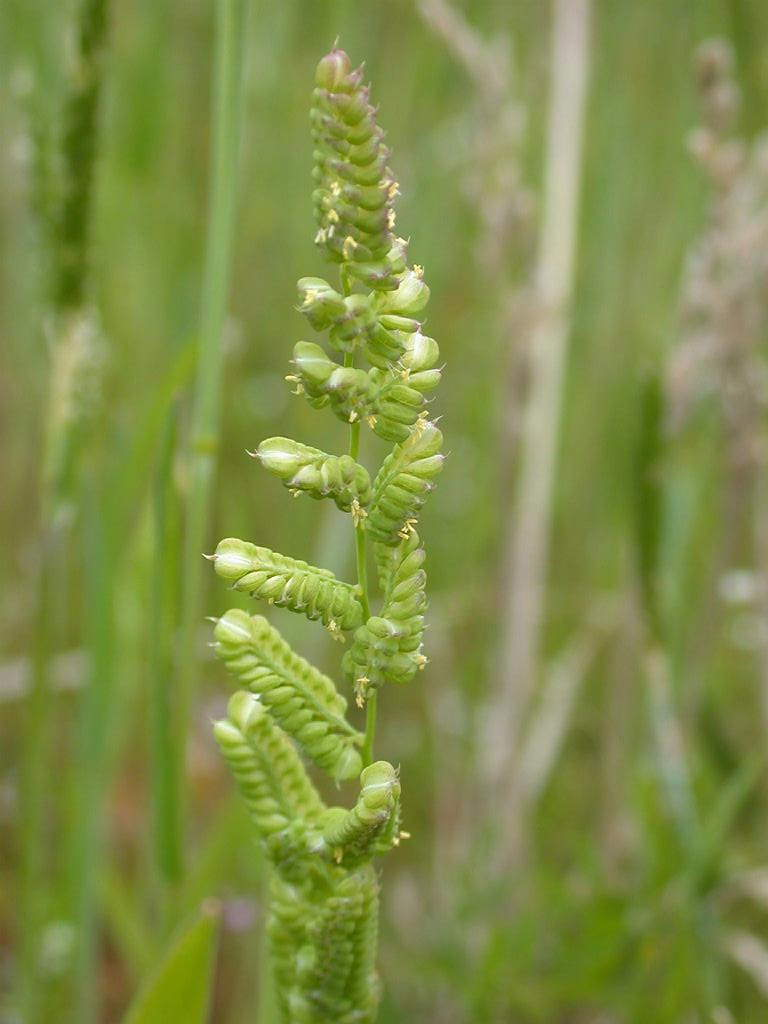
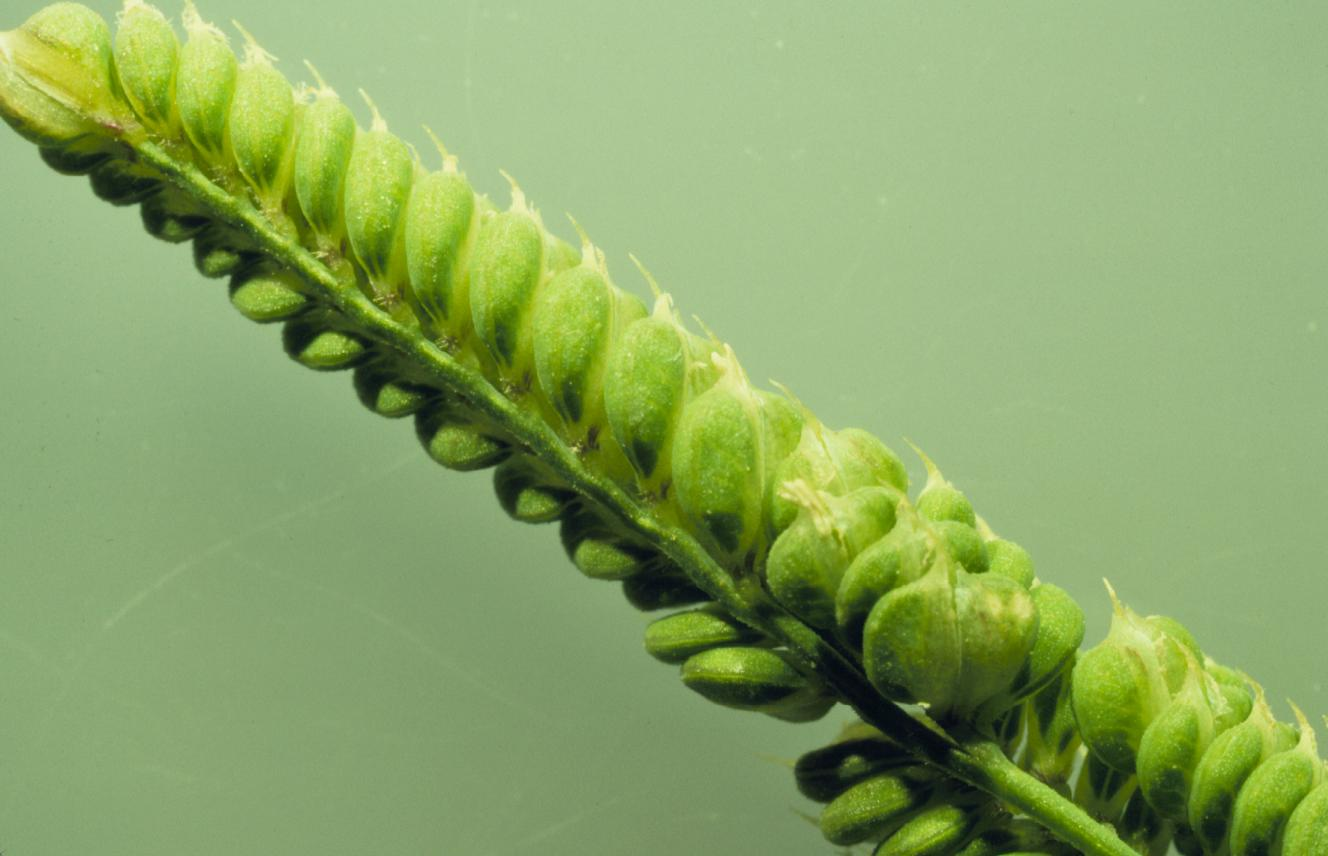
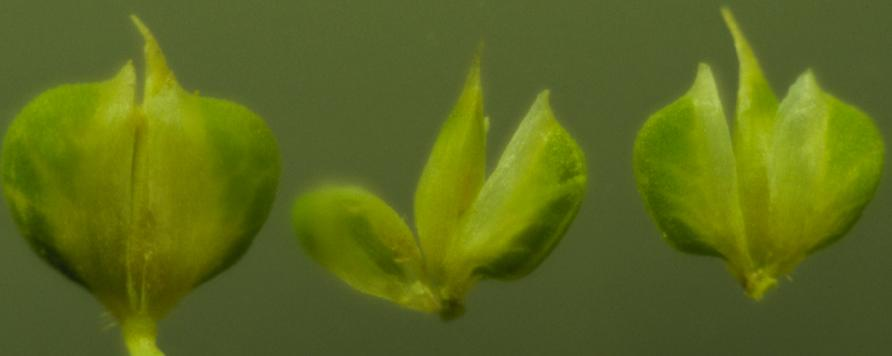
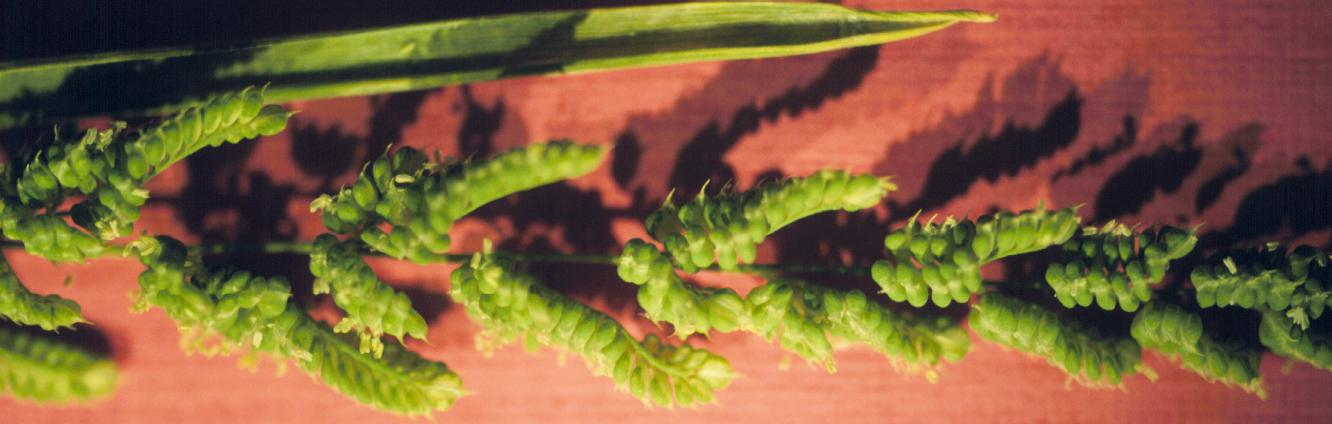